# Laurel Lance (Universo Arrow)
Dinah Laurel Lance são vários personagens fictícios da franquia do Universo Arrow da The CW, baseadas no personagem DC Comics de mesmo nome, criado pela equipe de escritor-artista Robert Kanigher e Carmine Infantino e adaptado por Greg Berlanti, Marc Guggenheim e Andrew Kreisberg para Arrow em 2012. Katie Cassidy retrata as várias versões multiverso do personagem dentro do Universo Arrow, todas as quais são geralmente chamadas de seu nome do meio, "Laurel", ao contrário dos quadrinhos.
A primeira versão de Laurel é introduzida no episódio piloto de Arrow como uma advogada de assistência legal e ex-namorada de Oliver Queen, que mais tarde se torna uma vigilante e assume o manto da Canário Negro nas temporadas subsequentes de Arrow até sua morte na quarta temporada. O personagem também aparece em séries spin-off The Flash e Legends of Tomorrow, bem como a websérie animada Vixen, que são ambientados no mesmo universo ficcional compartilhado.
Em 2016, o penúltimo episódio da segunda temporada de The Flash apresenta um doppelgänger antagonista de Laurel Lance do universo paralelo Terra-2, que é conhecida como Sereia Negra. O personagem subsequentemente se repete na quinta temporada de Arrow e se torna um dos personagens principais da sexta temporada em diante. Esta versão de Laurel é gradualmente redimida nas temporadas seguintes de Arrow e eventualmente assume o apelido heróico de 'Canário Negro', como sua contraparte falecida da Terra-1.
Após os eventos do sexto crossover do Universo Arrow anual "Crisis on Infinite Earths", Laurel da Terra-2 é revivido no universo reiniciado chamado Terra-Prime. O penúltimo episódio da última temporada de Arrow serviu como piloto para uma potencial série spin-off Green Arrow and the Canaries ambientada em 2040 na nova linha do tempo, co-estrelando Cassidy como personagem.

## Enredo

### Laurel Lance (Terra-1)
Dinah Laurel Lance é apresentada pela primeira vez no episódio piloto de Arrow como uma advogada de assistência legal trabalhando para um grupo de assistência jurídica chamado CNRI (Iniciativa de recursos necessários da cidade) em Starling City. Seu pai, Quentin Lance, é um detetive e sua irmã mais nova, Sara Lance, e seu ex-namorado Oliver Queen estão ambos mortos, enquanto tiveram um caso secreto durante o naufrágio do Queen's Gambit, cinco anos atrás.

#### 1.ª temporada
Ao longo da temporada, Laurel busca um relacionamento com Tommy Merlyn, e frequentemente trabalha com "O Capuz", sem saber que o vigilante é na verdade Oliver que voltou. Laurel inicialmente culpa Oliver pela morte de Sara, mas depois de sua separação com Tommy, ela brevemente retoma seu relacionamento com Oliver. A morte de Tommy durante os eventos do Empreendimento eventualmente faz com que Oliver e Laurel se separem.

#### 2.ª temporada
Na segunda temporada, Laurel se torna uma promotora distrital assistente, mas também luta com a morte de Tommy, levando-a a lutar contra o alcoolismo e o uso de drogas prescritas. Ela descobre que sua irmã Sara está viva. Ela também descobre que Oliver é o vigilante conhecido como "O Arqueiro", e sua irmã também é uma vigilante, a quem ela eventualmente chama de "Canário".

#### 3.ª temporada
Na terceira temporada, Laurel testemunha o assassinato de Sara e resolve se tornar uma vigilante para encontrar o assassino de sua irmã e ajudar as pessoas como Sara fez. Isso a leva a começar o treinamento de combate com Ted Grant, e mais tarde com Nyssa al Ghul. Inicialmente personificando "Canário", Laurel eventualmente assume seu próprio manto como o "Canário Negro" e se junta à cruzada de Oliver. Como Canário Negro, ela usa um bastão expansível tático como sua arma marca registrada, e mais tarde usa uma versão atualizada do dispositivo sônico "Grito da Canário" de sua irmã projetado por Cisco Ramon.

#### 4.ª temporada
Na quarta temporada, Laurel mostra-se ainda ativa como vigilante em Starling City (agora renomeada Star City) ao lado de John Diggle e Thea Queen. Ela e Thea convencem Oliver Queen e Felicity Smoak a voltar para ajudar em sua missão, o que leva Oliver a adotar o apelido de "Arqueiro Verde". Logo Laurel aprende sobre o poder do Poço de Lázaro e tenta a ressurreição de Sara, que tem sucesso com a ajuda de John Constantine. Laurel logo convence Sara a se juntar à equipe de Rip Hunter, mais tarde conhecida como as Lendas; Sara faz isso, adotando o apelido de "Canário Branco".
Laurel é mortalmente ferido pelo líder da C.O.L.M.É.I.A., Damien Darhk e mais tarde morre no hospital cercado pela equipe e confessando a Oliver que ela ainda o ama. Em seu funeral, Oliver revela a verdadeira identidade de Canário Negro ao público para impedir que a personificação de Evelyn Sharp a rotulasse inadvertidamente como uma criminosa. A morte de Laurel é vingada quando Oliver mata Darhk.

#### Temporadas posteriores
Nas temporadas posteriores de Arrow, o manto Canário Negro é passado para Dinah Drake, enquanto a identidade civil de Laurel é assumida por seu doppelgänger da Terra-2, Sereia Negra. Na sexta temporada, Laurel aparece na alucinação de Oliver quando ele é drogado com Vertigo, acusando-o de sua morte. Na sétima temporada, imagens de arquivo de Laurel como Canário Negro são vistas em "Emerald Archer", um documentário sobre as atividades vigilantes de Oliver. Na oitava temporada, Laurel aparece como uma ilusão de força de velocidade no episódio de Arrow de "Crisis on Infinite Earths", onde ela lamenta a morte de Sara ao lado de Diggle.
Após os eventos de Crise, na nova Terra-Prime, é dito que Laurel se casou com Tommy Merlyn, que sobreviveu aos eventos da primeira temporada neste novo universo, embora Laurel tenha morrido mais tarde.

### Laurel Lance (Terra-2)

Laurel da Terra-2 como Sereia Negra no episódio "Invincible" da 2.ª temporada de The Flash, sua primeira aparição na tela.

Sereia Negra é apresentada no episódio vinte e dois, "Invincible", da segunda temporada de The Flash como um criminosa e membro do exército metahumano de Zoom. Seu grito é um poder metahumano que ela usa para derrubar edifícios por ordem de Zoom, mas é interrompida pela equipe de Barry Allen / Flash e aprisionada nos laboratórios S.T.A.R..

#### 5.ª temporada
Sereia Negra mais tarde reaparece na quinta temporada de Arrow. Inicialmente posando como Laurel da Terra-1, ela é revelada como trabalhando para Prometheus. Mas sua verdadeira identidade é logo descoberta por Felicity, e ela, junto com o Time Arrow, aprisionam Laurel T2 na A.R.G.U.S. Mais tarde, ela ajudou Prometheus novamente no sequestro e levando a equipe em Lian Yu.

#### 6.ª temporada
Na sexta temporada, Sereia Negra se torna uma ameaça recorrente para o Time Arrow, já que ela trabalha inicialmente como parte da cabala de Cayden James e depois com Ricardo Diaz. Ela também se torna uma arquiinimiga de Dinah Drake por matar o parceiro-amante de Dinah, Vincent Sobel, por ordem de James, depois que ele foi revelado como um agente duplo. Ela finalmente vai a público como Laurel da Terra-1 com uma história de que foi sequestrada, e começa a viver com Quentin Lance, que permanece otimista sobre sua redenção. Quentin é mais tarde baleado e morto por Diaz, o que deixa Laurel devastada e ansiosa por vingança.

#### 7.ª temporada
Na sétima temporada, Laurel assume a posição de sua contraparte da Terra-1 como promotora distrital e se torna uma aliada do Time Arrow. Ela ganha a confiança de Felicity e a dupla começa uma cruzada para matar Diaz, mas ambos acabam superando sua vingança. Laurel mais tarde descobre por Ben Turner que Diaz foi assassinado na prisão pela meia-irmã de Oliver, Emiko Queen, que tenta desacreditar Laurel expondo seu passado criminoso. Ela brevemente recai em sua persona Sereia Negra, mas Felicity, Dinah e Sara conseguem parar e convencê-la. Laurel então volta para a Terra-2 em busca de redenção total com o traje Canário Negro de Laurel da Terra-1, dado a ela por Felicity.
Um flashforward definido em 2040 mostra Laurel trabalhando com um grupo de vigilantes feminino conhecido como Rede das Canários enquanto ajudava em um movimento de resistência contra o Galaxy One. Mais tarde, ela retorna brevemente para ajudar a equipe de batalha Emiko e o Nono Círculo, agora operando como o "Canário Negro".

#### 8.ª temporada
Na oitava temporada, Laurel encontra Oliver na Terra-2, onde ela está trabalhando ativamente como Canário Negro ao lado de Adrian Chase / O Capuz da Terra-2. Ela também se reencontra com John Diggle e o grupo trabalha junto para impedir "O Empreendimento", orquestrado por Tommy Merlyn / Arqueiro Negro dessa Terra. Como a Terra-2 é destruída pela antimatéria, Laurel foge com Oliver e Diggle para a Terra-1, onde ela descobre que Oliver está trabalhando para Mar Novu / O Monitor, para salvar o multiverso de uma crise iminente. Laurel auxilia Oliver e o Time Arrow em missões subsequentes, levando-os a lugares como Hong Kong, Rússia e Lian Yu e encontrando vários inimigos passados e futuros em cenários que mudam frequentemente o tempo projetados por Novu, levando à Crisis on Infinite Earths.

#### Universo reiniciado, linha do tempo futura
Após os eventos de Crisis, Laurel aprende sobre a morte de Oliver e seu papel em reiniciar o universo como o Espectro, resultando em um novo universo no qual várias pessoas, incluindo Quentin e Tommy, nunca morreram. Ela vai ao funeral de Oliver e aprende com Tommy que sua contraparte original da Terra-1 casou-se com ele neste novo universo, mas morreu mais tarde. Em algum ponto após o funeral, Laurel viaja para o ano de 2040 nesta nova linha do tempo para avisar a filha de Oliver, Mia Queen, de um perigo iminente, e se reencontra com Dinah Drake, que revelou ter estado deslocada no tempo desde o funeral de Oliver.

## Outras versões
- No episódio "Star City 2046" da primeira temporada de Legends of Tomorrow, as Lendas acidentalmente viajam para Star City em uma linha do tempo futura distópica, onde Sara descobre que Laurel havia abandonado Star City ou morrido.[64] No entanto, essa linha do tempo futura não está conectada aos flashforwards mostrados na temporada sete e oito de Arrow.[65] É revelado no crossover de 2019 "Crisis on Infinite Earths" que este futuro estava em outra terra no multiverso, a Terra-16.[66]
- Uma versão em estado de sonho de Laurel é vista em uma realidade simulada criada pelos Dominadores em "Invasion!" (o crossover anual de 2016 e também o 100º episódio de Arrow). Nesta realidade, Oliver e Laurel estão noivos e o par nunca se tornou o Arqueiro Verde ou o a Canário Negro.[67] Oliver e Sara se despediram de Laurel antes de escaparem da realidade.
- Em uma realidade reescrita alternativa mostrada no episódio "Doomworld" de Legends of Tomorrow, a Canário Negro (implicado em ser Laurel da Terra-1) foi morta pela Legião do Mal, junto com muitos outros heróis.[68]
- O doppelgänger de Laurel Lance da Terra-X, conhecido como "Sereia-X", aparece no episódio "Fury Rogue" da quarta temporada de The Flash. Sereia-X é um assassina metahumano com poderes de ecolocalização e um grito ultrassônico (semelhante ao da Laurel da Terra-2). Ela é o último membro sobrevivente do exército do Novo Reichsmen, que foi derrotado e morto durante os eventos de "Crisis on Earth-X". Para vingar suas mortes, Sereia-X ataca Leo Snart e o segue até a Terra-1, mas com a ajuda de Barry, ela é derrotada e levada de volta à Terra-X para ser presa.[69] Seu destino é incerto desde "Crisis on Infinite Earths", após a Terra-X ser destruída pela antimatéria.[66]

## Desenvolvimento

### Criação e escalação

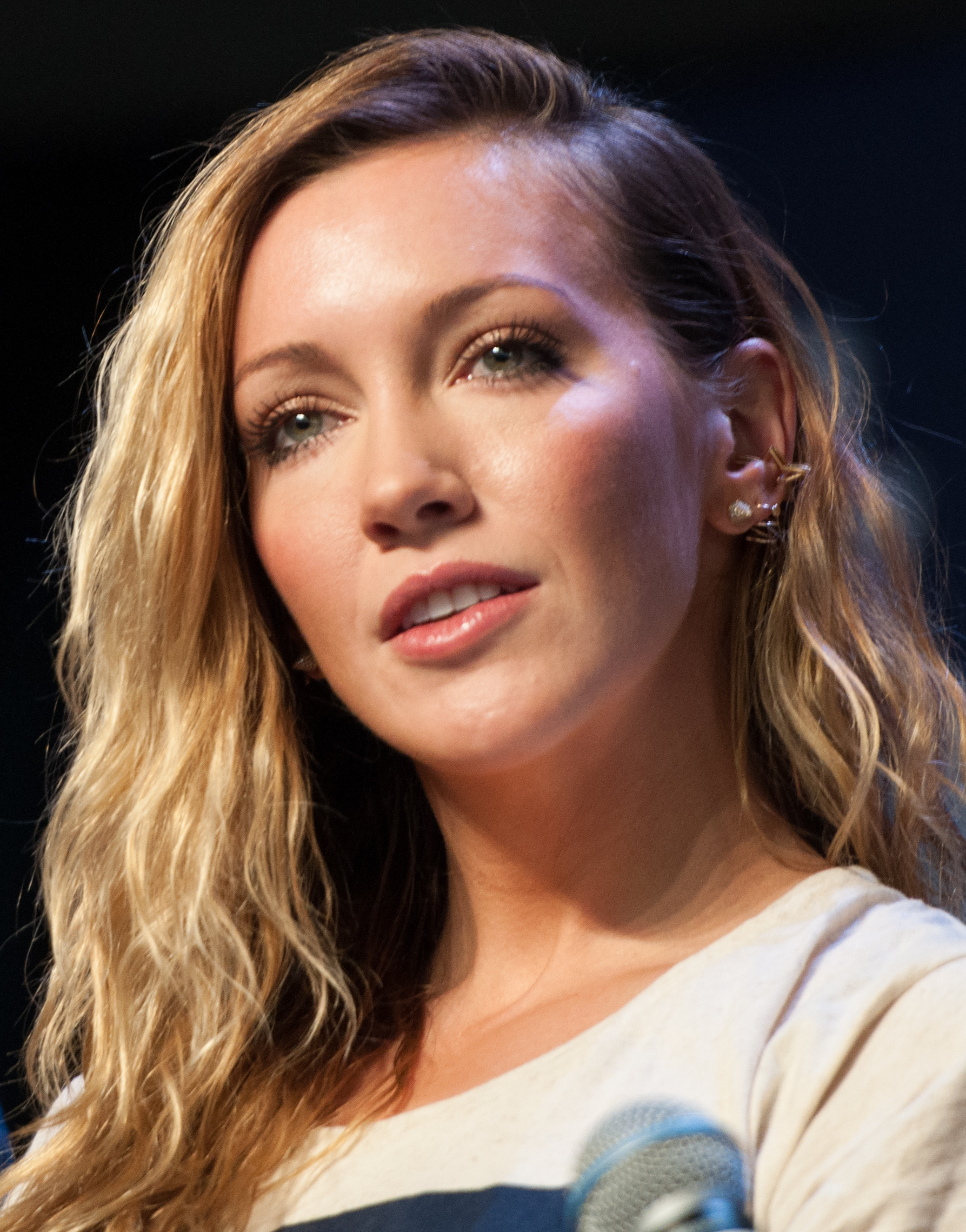
Katie Cassidy, que interpreta Laurel Lance

Em janeiro de 2012, depois que a The CW encomendou um piloto de televisão para uma potencial série do Arqueiro Verde, seus produtores executivos Andrew Kreisberg, Greg Berlanti e Marc Guggenheim desenvolveram o personagem de Dinah "Laurel" Lance, baseado na Canário Negro da DC Comics. A apresentação oficial da personagem apresentou Laurel como "uma advogada de assistência legal de 28 anos, sexy e inteligente, determinada a usar sua vida como uma guerra de uma mulher".
Em fevereiro de 2012, Katie Cassidy foi escalada para o papel. Em relação às diferenças entre os personagens do programa e dos quadrinhos, o presidente da Warner Bros. Television, Peter Roth, afirmou em uma entrevista à TVLine: "Estamos trabalhando em estreita colaboração com a DC. Estamos garantindo que cada um dos personagens originais seja homenageado, são respeitados, e quaisquer alterações que fizermos serão feitas com a sanção e o endosso da DC."
Em uma entrevista concedida em outubro de 2012, Cassidy afirmou que amou o roteiro quando o leu. Ela continuou, dizendo: "Era tudo com que eu queria me envolver, então fiquei muito emocionada."

### Caracterização
Na DC Comics, Dinah Laurel Lance é uma versão da Canário Negro, uma super-heroína em seu próprio direito, e um interesse amoroso e eventual esposa do Arqueiro Verde. No entanto, a série segue um caminho diferente e apresenta a personagem como um advogado e amigo de infância de Oliver Queen, com quem ela compartilha um passado romântico. A personagem é conhecida por seu nome do meio, Laurel. O relacionamento de Oliver e Laurel é um dos principais enredos na primeira temporada, já que ela inicialmente o culpa por traí-la e causar a morte de sua irmã, mas depois o perdoa e tenta reacender o relacionamento deles.
A irmã de Laurel, Sara Lance, um personagem original desenvolvido para a série, é apresentada na primeira temporada e retorna na segunda temporada, como uma vigilante feminina conhecida como 'Canário'. Em uma entrevista ao TV Guide, o então produtor executivo Andrew Kreisberg revelou que o personagem de Lotz foi o início da história da Canário Negro. Ele afirmou ainda que, "Todo mundo sabe que Laurel Lance é a Canário Negro. Mas como passamos de A para B é a história de nosso show - as pessoas verão como Caity Lotz se encaixa na jornada de Laurel ao longo do caminho".
A história de Sara serve como pano de fundo para o caminho final de Laurel para se tornar a 'Canário Negro', que também é um personagem legado nos quadrinhos. Antes de assumir o manto, a personagem de Laurel passa por várias tragédias pessoais, como a perda de seu namorado Tommy, sendo sequestrada várias vezes, lidando com o vício do pai em álcool, e, em seguida, seu próprio vício e, finalmente, testemunhando Sara assassinata na estreia da 3.ª temporada. Em uma entrevista datada de janeiro de 2015, Katie Cassidy afirmou que, "Você não pode simplesmente ser um super-herói da noite para o dia. Você tem que passar pelas coisas e chegar ao fundo do poço e então ser capaz de sair por cima e construir o caráter e seja forte."

### Morte de personagem
Em abril de 2016, durante a quarta temporada de Arrow, o personagem foi morto no episódio "Eleven-Fifty-Nine". Os então showrunners e produtores executivos Marc Guggenheim e Wendy Mericle citaram a decisão de matar Laurel como uma "escolha criativa", em uma exibição para a imprensa. Eles também afirmaram que, "A morte não significa adeus em nenhum desses programas", sugerindo um possível retorno para a personagem / atriz. Cassidy mencionou em uma entrevista que ela soube do destino de Laurel apenas dois episódios antes de as filmagens começarem em "Eleven-Fifty-Nine". No entanto, ela explicou que, "Eu tive um arco tão incrível, então fez sentido para mim, criativamente, que contamos a história de Laurel".

### Multiverso, volta paraArrowe redenção do personagem
Em maio de 2016, Cassidy apareceu como a doppelgänger Laurel Lance da Terra-2 conhecido como Sereia Negra em The Flash, que já havia introduzido o conceito de multiverso em sua segunda temporada em andamento.  O pseudônimo "Sereia Negra" serve como um retorno de chamada para o membro da Sociedade da Justiça da América da série animada da Liga da Justiça, que foi baseada na Canário Negro da Era de Ouro. Em julho de 2016, Cassidy foi promovido a uma série regular em todos os shows do Universo Arrrow, como parte de um contrato especial que permitia aos atores se repetirem em vários shows simultaneamente, previamente assinado pelos outros atores Wentworth Miller e John Barrowman. Em março de 2017, foi anunciado que a atriz retornaria a Arrow em tempo integral para sua sexta temporada e interpretaria Laurel Lance da Terra-2.
No final da sétima temporada de Arrow, Laurel da Terra-2 eventualmente encontra redenção e assume o manto da Canário Negro. Sobre o novo figurino do personagem na oitava temporada, Cassidy declarou em uma entrevista: "Realmente parece a Canário Negro. Parece Laurel Lance. Parece quase mais verdadeiro para os quadrinhos do que vimos, e acho que é realmente legal. Eu gostaria de ter feito isso antes".

### Spin-off
Em agosto de 2019, a Newsarama relatou que Katie Cassidy segeriu um spin-off das Aves de Rapina para a rede. Quando questionada sobre seu interesse anterior na equipe, Cassidy disse: "Eu armei isso. Acho que deveriam. É hora das mulheres". Em setembro de 2019, The Hollywood Reporter confirmou que a The CW está desenvolvendo uma série spin-off liderada por mulheres, com Katherine McNamara, Cassidy e Juliana Harkavy como protagonistas, reprisando seus papéis de Arrow, intitulada Green Arrow and the Canaries.

## Recepção

### Recepção critica
O personagem recebeu resposta mista dos críticos durante as temporadas iniciais de Arrow. David Hinckley do New York Daily News escreveu, "Cassidy começa bem e é provável que melhore conforme Laurel comece a descobrir as coisas", em sua crítica do episódio piloto. Outros críticos escreveram Laurel como "uma advogada de assistência jurídica desconexa" ou "claramente uma boa menina". A personagem de Laurel foi frequentemente comparada a Rachel Dawes da trilogia The Dark Knight de Christopher Nolan, com alguns críticos chamando Laurel como a versão de Dawes de Arrow. Jesse Schedeen do IGN incluiu o personagem entre os personagens "acertados e errados" em sua crítica da primeira temporada de Arrow. Shunal Doke, do mesmo site, criticou o retrato de Cassidy por tornar o personagem "desagradável", mas apreciou as motivações por trás do personagem e escreveu que ela "acabou se revelando digna de se tornar uma heroína fantasiada."
A resposta crítica em relação ao personagem melhorou nas temporadas subsequentes. Na revisão do IGN do final da terceira temporada, Schedeen elogiou a parceria de Laurel com Nyssa e escreveu: "Parece que Laurel finalmente se formou nas grandes ligas, e ela nem mesmo precisou confiar em seu Grito da Canário." para a Entertainment Weekly, Chancellor Agard observou em sua crítica da terceira temporada, que "Laurel, que já foi o maior problema do programa, se destacou nesta temporada".
Em sua revisão do episódio da quarta temporada "Eleven-Fifty-Nine", Schedeen chamou a morte de Laurel de um "grande momento emocional" e sua conversa final com Oliver como os melhores momentos de Cassidy na série. Escrevendo para a TV Overmind, Andy Behbakht criticou a decisão de matar Laurel, sentindo que o personagem foi subutilizado e "A Canário negro foi em muitos aspectos um dos grandes corações de Arrow e ver o programa perder esse personagem, faz com que a série perca muitos de seus magia restante". Eric Francisco da Inverse chamou a decisão de "uma jogada ousada que teria sido boa para o show ... se tivesse sido tratada com cuidado delicado. Mas Arrow não é delicado." A morte de Laurel também atraiu críticas de alguns fãs, levando a uma reação online.
A versão da Terra-2 da personagem - Sereia Negra recebeu críticas positivas.  Angelica Jade Bastién, do Vulture, escreveu em sua análise que "The Flash serve uma melhor Laurel do que Arrow em várias temporadas - Sereia Negra tem arrogância ". Schedeen também elogiou a personagem e escreveu: "Foi revigorante ver Cassidy se soltar e interpretar uma versão distorcida de sua personagem". O episódio "Lost Canary" da sétima temporada de Arrow se concentra principalmente na redenção final de Laurel da Terra-2, que atraiu principalmente críticas positivas. Scheeden escreveu em sua crítica, "Vemos Laurel em seu melhor e verdadeiramente incorporando a redenção que a Canário Negro oferece." O episódio da oitava temporada "Welcome to Hong Kong" mostra Laurel lidando com a destruição de seu planeta natal. Em sua crítica, Schedeen escreveu: "... esta versão da personagem nunca foi mais simpática ou identificável do que ao enfrentar a morte de um mundo onde ela finalmente encontrou a felicidade. Sua decisão final de se recuperar e continuar salvando os vivos para  homenagear os mortos parece o culminar de um grande arco para este personagem." Chancellor Agard da Entertainment Weekly disse: "No geral, eu amei Laurel neste episódio mais do que qualquer outra coisa. A exploração da dor de Laurel pela perda da Terra-2 é um dos melhores materiais que Cassidy já teve no programa e produz uma de suas melhores performances."

### Prêmios e indicações
| Ano  | Prêmio             | Categoria                                      | Nomeado(s)    | Resultado | Ref.    |
| ---- | ------------------ | ---------------------------------------------- | ------------- | --------- | ------- |
| 2013 | Teen Choice Awards | Choice Sci-Fi/Fantasy TV Actress               | Katie Cassidy | Indicado  | [ 106 ] |
| 2015 | PRISM Awards       | Performance in a Drama Multi-Episode Storyline | Katie Cassidy | Venceu    | [ 107 ] |

## Em outras mídias

### Mídia impressa
A versão da Terra-1 do personagem aparece na série digital de quadrinhos da primeira temporada Arrow, e também em Arrow: Season 2.5, uma série de quadrinhos digital quinzenal que preencheu a lacuna entre as temporadas dois e três.
Ambas as versões Terra-1 e Terra-2 de Laurel são mencionadas no livro relacionado Arrow: Fatal Legacies, co-autoria de Marc Guggenheim e James R. Tuck, que preencheu a lacuna entre as temporadas cinco e seis de Arrow.

### Mídia da web

#### Vixen
Cassidy forneceu a voz para a versão da Terra-1 de seu personagem na segunda temporada da série de animação do Universo Arrow da CW Seed na web, Vixen. Na história, Laurel (Canário Negro) fornece assistência a Mari McCabe (Vixen), junto com Ray Palmer (Átomo), na captura da irmã de Mari, Kuasa, em Star City. Mais tarde, eles ajudaram Mari no combate ao ex-senhor da guerra Benatu Eshu em Detroit.
O relançamento em Blu-ray e DVD das duas primeiras temporadas foi combinado em uma única história como Vixen: The Movie. Adicionou quinze minutos de conteúdo nunca antes visto, incluindo algumas cenas de Laurel da Terra-1 que não foram incluídas no lançamento da CW Seed. A terceira temporada de Legends of Tomorrow acaba mudando a continuidade de Vixen, resultando em uma linha do tempo alterada, onde Mari McCabe agora compartilha o manto de 'Vixen' com Kuasa. Não está claro até que ponto os eventos da segunda temporada de Vixen foram afetados.

#### As Crônicas de Cisco
A versão da Terra-1 foi mencionada em As Crônicas de Cisco Post 9 "Capítulo Sete: Hannibal Bates", e um vídeo da Laurel Terra-2 é visto no Post 40. A versão da Terra-X foi mencionada no Post 79 "#BestListenerEver".